# Итакитинга
Итакитинга (порт. Itaquitinga) — муниципалитет в Бразилии, входит в штат Пернамбуку. Составная часть мезорегиона Мата-Пернамбукана. Входит в экономико-статистический микрорегион Мата-Сетентриунал-Пернамбукана. Население составляет 15 632 человека. Занимает площадь 103 км².

## История
Город основан в 1963 году.

## Статистика
- Валовой внутренний продукт на 2004 год составляет 48 940 реалов (данные: Бразильский институт географии и статистики).
- Валовой внутренний продукт на душу населения на 2004 год составляет 3173 реала (данные: Бразильский институт географии и статистики).